# Dunkler Fliegenkäfer
Der Dunkle Fliegenkäfer oder Eichenweichkäfer (Cantharis obscura) ist ein Käfer aus der Familie der Weichkäfer (Cantharidae).

## Merkmale
Die Käfer erreichen eine Körperlänge von 9 bis 13 Millimetern. Sie haben eine schwarze Körperfärbung, lediglich die Seiten des Halsschildes, die Maxillarpalpen, die Wangen und die Unterseite des ersten und zweiten Fühlergliedes sind gelb bis gelborange gefärbt. Die gesamte Körperoberseite ist anliegend, fein hell behaart. Der Halsschild ist etwas breiter als lang und an den Seiten deutlich abgerundet. Das zweite und dritte Fühlerglied der Männchen ist anders als bei der ähnlichen Art Cantharis liburnica nicht verdickt. Von dieser Art und auch von Cantharis paradoxa kann der Dunkle Fliegenkäfer zweifelsfrei nur anhand einer Genitaluntersuchung unterschieden werden.

### Ähnliche Arten
- Cantharis paradoxa
- Cantharis liburnica

## Vorkommen
Jene Käferart kommt in Europa und im Westen Asiens, auch nördlich des Polarkreis vor. Auf den Britischen Inseln ist die Art nur stellenweise zu beobachten. Man findet sie vom Flachland bis zur Waldgrenze.

## Lebensweise
Die Imagines ernähren sich sowohl räuberisch von Insekten, wie beispielsweise Blattläusen, als auch von pflanzlicher Nahrung wie etwa Blüten von Obstbäumen. Die Weibchen legen ihre Eier in feuchter Erde ab. Aus diesen schlüpfen zunächst Vorlarven, die sich erst nach ungefähr 12 Tagen zur Larve häuten. Diese leben räuberisch von kleinen Insekten und anderen Lebewesen. Die Verpuppung erfolgt in einer Puppenwiege.